# Korlaparthi, Chintamani
Korlaparthi là một làng thuộc tehsil Chintamani, huyện Chikkaballapur, bang Karnataka, Ấn Độ.